# Стрибки у воду на Чемпіонаті світу з водних видів спорту 2022 — вишка, 10 метрів (жінки)
Змагання зі стрибків у воду з десятиметрової вишки серед жінок на Чемпіонаті світу з водних видів спорту 2022 відбулися 26 і 27 червня 2022 року.

## Результати
Попередній раунд розпочався 26 червня о 12:00 за місцевим часом. Півфінал відбувся 26 червня о 19:00 за місцевим часом. Фінал розпочався 27 червня о 19:00 за місцевим часом.
Зеленим позначено фіналістів
Блакитним позначено півфіналістів
| Місце | Стрибунка                  | Країна          | Попередній раунд | Попередній раунд | Півфінал         | Півфінал         | Фінал            | Фінал            |
| Місце | Стрибунка                  | Країна          | Очки             | Місце            | Очки             | Місце            | Очки             | Місце            |
| ----- | -------------------------- | --------------- | ---------------- | ---------------- | ---------------- | ---------------- | ---------------- | ---------------- |
| 1     | Чень Юйсі                  | Китай           | 413.95           | 1                | 427.00           | 1                | 417.25           | 1                |
| 2     | Цюань Хунчань              | Китай           | 410.85           | 2                | 413.70           | 2                | 416.95           | 2                |
| 3     | Панделела Рінонг           | Малайзія        | 332.10           | 4                | 313.15           | 7                | 338.85           | 3                |
| 4     | Інгрід де Олівейра         | Бразилія        | 340.70           | 3                | 334.30           | 4                | 327.10           | 4                |
| 5     | Келі Маккей                | Канада          | 320.35           | 6                | 336.30           | 3                | 318.45           | 5                |
| 6     | Арай Мацурі                | Японія          | 270.60           | 17               | 316.70           | 5                | 307.00           | 6                |
| 7     | Сара Джодойн Ді Марія      | Італія          | 275.25           | 15               | 302.05           | 9                | 295.65           | 7                |
| 8     | Емілі Бойд                 | Австралія       | 280.60           | 14               | 284.70           | 12               | 294.10           | 8                |
| 9     | Дерін Райт                 | США             | 303.45           | 7                | 302.00           | 10               | 277.10           | 9                |
| 10    | Нікіта Гайнс               | Австралія       | 270.40           | 18               | 314.80           | 6                | 270.60           | 10               |
| 11    | Ґуртьє Прастерінк          | Нідерланди      | 287.80           | 11               | 289.80           | 11               | 268.55           | 11               |
| 12    | Крістіна Вассен            | Німеччина       | 272.05           | 16               | 303.55           | 8                | 253.80           | 12               |
| 13    | Мейсі Вієта                | Пуерто-Рико     | 288.10           | 10               | 280.90           | 13               | Завершили виступ | Завершили виступ |
| 14    | Софія Лискун               | Україна         | 323.65           | 5                | 279.40           | 14               | Завершили виступ | Завершили виступ |
| 15    | Меґґі Меррімен             | США             | 291.90           | 9                | 269.30           | 15               | Завершили виступ | Завершили виступ |
| 16    | Пауліне Пфайф              | Німеччина       | 282.00           | 12               | 260.10           | 16               | Завершили виступ | Завершили виступ |
| 17    | Вівіана Дель Анхель        | Мексика         | 295.15           | 8                | 227.25           | 17               | Завершили виступ | Завершили виступ |
| 18    | Аніслей Гарсія             | Куба            | 281.10           | 13               | 225.90           | 18               | Завершили виступ | Завершили виступ |
| 19    | Андреа Спендоліні          | Велика Британія | 268.20           | 19               | Завершили виступ | Завершили виступ | Завершили виступ | Завершили виступ |
| 20    | Вівіана Урібе              | Колумбія        | 259.15           | 20               | Завершили виступ | Завершили виступ | Завершили виступ | Завершили виступ |
| 21    | Мінамі Ітахасі             | Японія          | 239.75           | 21               | Завершили виступ | Завершили виступ | Завершили виступ | Завершили виступ |
| 22    | Ніколета-Анджеліка Мускалу | Румунія         | 236.15           | 22               | Завершили виступ | Завершили виступ | Завершили виступ | Завершили виступ |
| 23    | Мая Біджинеллі             | Італія          | 235.90           | 23               | Завершили виступ | Завершили виступ | Завершили виступ | Завершили виступ |
| 24    | Чо Ин-бі                   | Південна Корея  | 232.80           | 24               | Завершили виступ | Завершили виступ | Завершили виступ | Завершили виступ |
| 25    | Жад Жиллє                  | Франція         | 231.15           | 25               | Завершили виступ | Завершили виступ | Завершили виступ | Завершили виступ |
| 26    | Іден Ченґ                  | Велика Британія | 231.00           | 26               | Завершили виступ | Завершили виступ | Завершили виступ | Завершили виступ |
| 27    | К'яра Макґінґ              | Ірландія        | 230.60           | 27               | Завершили виступ | Завершили виступ | Завершили виступ | Завершили виступ |
| 28    | Маха Абдельсалам           | Єгипет          | 228.15           | 28               | Завершили виступ | Завершили виступ | Завершили виступ | Завершили виступ |
| 29    | Гелле Туксен               | Норвегія        | 214.75           | 29               | Завершили виступ | Завершили виступ | Завершили виступ | Завершили виступ |
| 30    | Саманта Хіменес            | Мексика         | 177.65           | 30               | Завершили виступ | Завершили виступ | Завершили виступ | Завершили виступ |
| 31    | Фаріда Мусса               | Єгипет          | 174.70           | 31               | Завершили виступ | Завершили виступ | Завершили виступ | Завершили виступ |
| 32    | Мікалі Доусон              | Нова Зеландія   | 174.25           | 32               | Завершили виступ | Завершили виступ | Завершили виступ | Завершили виступ |
| 33    | Маріана Осоріо             | Колумбія        | 158.05           | 33               | Завершили виступ | Завершили виступ | Завершили виступ | Завершили виступ |